# Cortinarius emollitus
Cortinarius emollitus är en svampart som beskrevs av Fr. 1838. Cortinarius emollitus ingår i släktet Cortinarius och familjen spindlingar.   Inga underarter finns listade i Catalogue of Life.